# Drosanthemum
Drosanthemum é um género botânico pertencente à família Aizoaceae.
Drosanthemum speciosum (Haw.) Schwantes

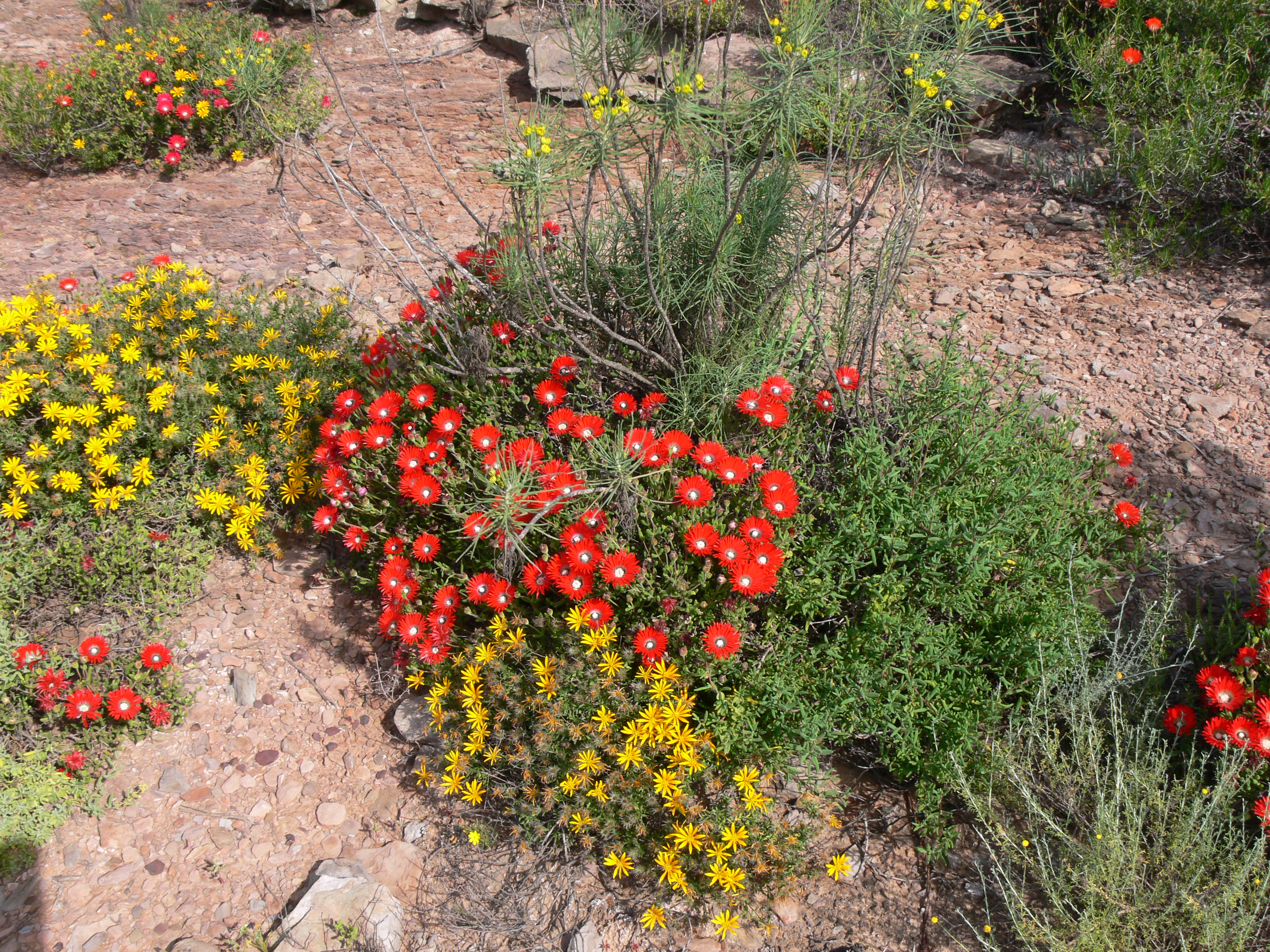